# Go West
| Оценки критиков | Оценки критиков |
| Источник        | Оценка          |
| --------------- | --------------- |
| AllMusic        | Без рейтинга    |

«Go West» — песня американской диско-группы Village People, вышедшая синглом в 1979 году. Песня обрела новую жизнь в 1993 году благодаря кавер-версии британского коллектива Pet Shop Boys.
Песню написали Жак Морали, Анри Белоло и Виктор Уиллис. Первоначально призыв песни «ехать на запад» был метафорой пути к Сан-Франциско, «идеального» города свободы гомосексуалов.
Фраза «Go West, young man» (Вперёд на Запад, молодёжь) появилась в 19-м веке и стала девизом колонизации Западной Америки. В конце 1970-х, когда эту песню выпустили Village People, она была всеми воспринята как воспевание сексуальной свободы в Сан-Франциско, в частности признания свободы геев. При этом сами авторы песни отрицали, что имели в виду эту тему.
В исполнении Pet Shop Boys (1993) песня обрела совершенно другой смысл. По словам самого Теннанта эта песня о будущем. «„Go West“ о стремлении в будущее. О том, что всё станет только лучше. И может быть, выражает некоторую надежду».

## Версия Pet Shop Boys
Группа внесла новый оттенок в песню, немного изменив оригинальный текст, добавив новый куплет и превратив, по мнению корреспондента Gay Times Ричарда Смита, «Go West» «в оплакивание утраченного мира» (имелся в виду «гей-мир», утраченный после распространения СПИДа). Pet Shop Boys также аранжировали начало песни таким образом, что оно стало напоминать гимн СССР.
Британский журнал New Musical Express включил данную версию композиции в свой список «500 величайших песен всех времён», разместив её в нём на 333-й позиции.

### Клип
Видеоклип на песню был снят режиссером Говардом Гринхолом в 1993 году в Москве на Красной площади, на площади Гагарина и у Музея космонавтики. Нил Теннант и Крис Лоу были одеты в синий и жёлтый комбинезоны соответственно, на их головы были надеты жёлто-синие каски. Видеоклип иронизировал над СССР и коммунизмом.

## Список композиций

### 7" Parlophone / R 6356 (UK)
A. «Go West» (5:03)
B. «Shameless» (5:03)

### 12" Parlophone / 12R 6356 (UK)
A. «Go West» (Mings Gone West: First And Second Movement) (10:12)
B1. «Go West» (Farley And Heller Disco Mix) (6:01)
B2. «Go West» (Kevin Saunderson Tribe Mix) (6:50)

### CD Parlophone / CDR 6356 (UK)
1. «Go West» (5:03)
2. «Shameless» (5:03)
3. «Go West» (Mings Gone West: First And Second Movement) (10:12)

### CD EMI / E2-58084 (US)
1. «Go West» (5:03)
2. «Shameless» (5:03)
3. «Go West» (Mings Gone West: First And Second Movement) (10:12)
4. «Go West» (Farley And Heller Disco Mix) (6:01)
5. «Go West» (Farley And Heller Fire Island Mix) (7:42)
6. «Go West» (Kevin Saunderson Tribe Mix) (6:50)
7. «Go West» (Kevin Saunderson Trance Mix) (6:53)

### Высшие позиции в чартах
| Страна                                    | Высшая позиция |
| ----------------------------------------- | -------------- |
| Германия                                  | 1              |
| Ирландия                                  | 1              |
| Великобритания                            | 2              |
| Австрия                                   | 2              |
| Франция                                   | 2              |
| Швейцария                                 | 2              |
| Швеция                                    | 2              |
| Нидерланды                                | 5              |
| Норвегия                                  | 5              |
| Австралия                                 | 10             |
| Италия                                    | 13             |
| Новая Зеландия                            | 13             |
| США (чарт Bubbling Under Hot 100 Singles) | 7              |
| США (чарт Hot Dance Club Play)            | 1              |
| MTV European Top 20                       | 1              |

### Награды
- East Award (1994) — лучший международный хит.